# ZIS-6
ZIS-6 byla třínápravová verze sovětského nákladního automobilu ZIS-5. Automobil se začal vyrábět na požadavky armády roku 1933 v moskevském závodě ZIS. Do října 1941 bylo vyrobeno celkem 21 239 kusů těchto aut, která měla oproti ZISům-5 zlepšené technické parametry, celkovou nosnost 2,5 tuny, pro silniční dopravu až 4 tuny. Automobil se nejvíce proslavil jako nosič raketometů Kaťuša.

## Technické údaje
- Motor: 6válcový ZIS V 6, vodou chlazený
- Šířka: 2,23 m
- Výška: 2,16 m
- Délka: 6,06 m
- Rozvor: 3360 + 1080 mm
- Váha: 4230 kg
- Maximální rychlost: 55 km/h
- Dojezd: 180 kilometrů